# Réserve naturelle des oiseaux El Dorado
Pour les articles homonymes, voir Eldorado (homonymie).
La réserve naturelle des oiseaux El Dorado est une réserve naturelle de Colombie, située dans la Sierra Nevada de Santa Marta qui est considérée comme l'un des sites les plus fragiles et importants du pays. Créée le 31 mars 2006 par la fondation ProAves, cette réserve s'étend sur 1 024 hectares, à une altitude comprise entre 950 et 2 600 mètres. Il y existe un grand nombre d'espèces endémiques ou avec un certain degré de menace d'extinction, tant au niveau de la faune que de la flore.